# Mistrzostwa Ameryki Południowej w Zapasach 1990
3. Mistrzostwa Ameryki Południowej w zapasach rozegrano w dniu 3 grudnia 1990 w Limie. 

## Tabela medalowa
Gospodarz zawodów został zaznaczony kolorem.
| Poz.  | Państwo   |    |    |    | Łącznie |
| ----- | --------- | -- | -- | -- | ------- |
| 1.    | Peru      | 9  | 5  | 4  | 18      |
| 2.    | Argentyna | 7  | 5  | 2  | 14      |
| 3.    | Wenezuela | 3  | 1  | 3  | 7       |
| 4.    | Brazylia  | 1  | 2  | 2  | 5       |
| 5.    | Chile     | 0  | 6  | 4  | 10      |
| 6.    | Ekwador   | 0  | 1  | 3  | 4       |
| 7.    | Urugwaj   | 0  | 0  | 1  | 1       |
| Razem | Razem     | 20 | 20 | 19 | 59      |

## Wyniki

### W stylu klasycznym
| Waga   | złoty            | srebrny                | brązowy           |
| ------ | ---------------- | ---------------------- | ----------------- |
| 48 kg  | Diego Kacheroff  | Andres Montoya         | Jesús Rojas       |
| 52 kg  | Víctor Díaz      | Edison Viteri          | Itamar Díaz       |
| 57 kg  | Javier Polo      | Jorge Gatica           | Mauricio Moiguier |
| 62 kg  | Edy Azuaje       | Luis Guevara           | Daniel Merchán    |
| 68 kg  | Elio Inojosa     | Daniel Navarrete       | Oscar Moncada     |
| 74 kg  | Eduardo Lakerman | Walter Carter          | Pedro Murillo     |
| 82 kg  | Félix Isisola    | Roberto C.Leitao Filho | Jorge Ascui       |
| 90 kg  | Diego Potap      | Lucio Vásquez          | Reney Loiola      |
| 100 kg | Sandro López     | Teobaldo Diaz          | Juan Alarcon      |
| 130 kg | Juan Cruz        | Jorge Centurión        | Emilio Gomes      |

### W stylu wolnym
| Waga   | złoty                  | srebrny          | brązowy           |
| ------ | ---------------------- | ---------------- | ----------------- |
| 48 kg  | Jesús Rojas            | Andres Montoya   | Diego Kacheroff   |
| 52 kg  | Víctor Díaz            | Itamar Díaz      | Edison Viteri     |
| 57 kg  | Mauricio Moiguier      | Raúl Polo        | Almicar Rodriguez |
| 62 kg  | Luis Guevara           | Claudio Melita   | Edy Azuaje        |
| 68 kg  | Elio Inojosa           | Daniel Navarrete | Oscar Moncada     |
| 74 kg  | Pedro Murillo          | Eduardo Lakerman | Víctor Flores     |
| 82 kg  | Roberto C.Leitao Filho | Jorge Ascui      | Lucio Vásquez     |
| 90 kg  | Diego Potap            | Félix Isisola    | William Bauza     |
| 100 kg | Sandro López           | Juan Alarcon     | Teobaldo Diaz     |
| 130 kg | Juan Cruz              | Valdino Santos   | ----              |